# Vytápění
Vytápění je činnost, která má za úkol udržovat vnitřní teplotu (bytu, domu, pokoje) na úrovni tepelné pohody. Tato činnost bezprostředně souvisí s existencí člověka a snahou zlepšovat své životní podmínky, mezi které patří i potlačování nepříznivých klimatických podmínek. V České republice zhruba 2/3 spotřebované energie domácnostmi připadá právě na vytápění.  Podle šetření Energo 2015 nejčastěji české domácnosti využívají pro vytápění dálkově dodávané teplo, zemní plyn nebo elektřinu získanou pomocí obnovitelných zdrojů.

## Základní rozdělení vytápění
- místní vytápění – zdroj tepla je umístěn přímo ve vytápěné místnosti (krb atd.)
- etážové vytápění – vytápí se jedno poschodí, umístění kotle a topných těles je přibližně v jedné rovině
- ústřední vytápění – zdroj tepla je umístěn mimo vytápěné místnosti, nejčastěji ve sklepě
- dálkové vytápění – zdroj tepla je umístěn mimo vytápěnou budovu
- centralizované zásobování teplem – širší pojem než dálkové vytápění, kdy se teplo nevyužívá jen na vytápění objektů, ale také na přípravu teplé užitkové vody